# August Kulche

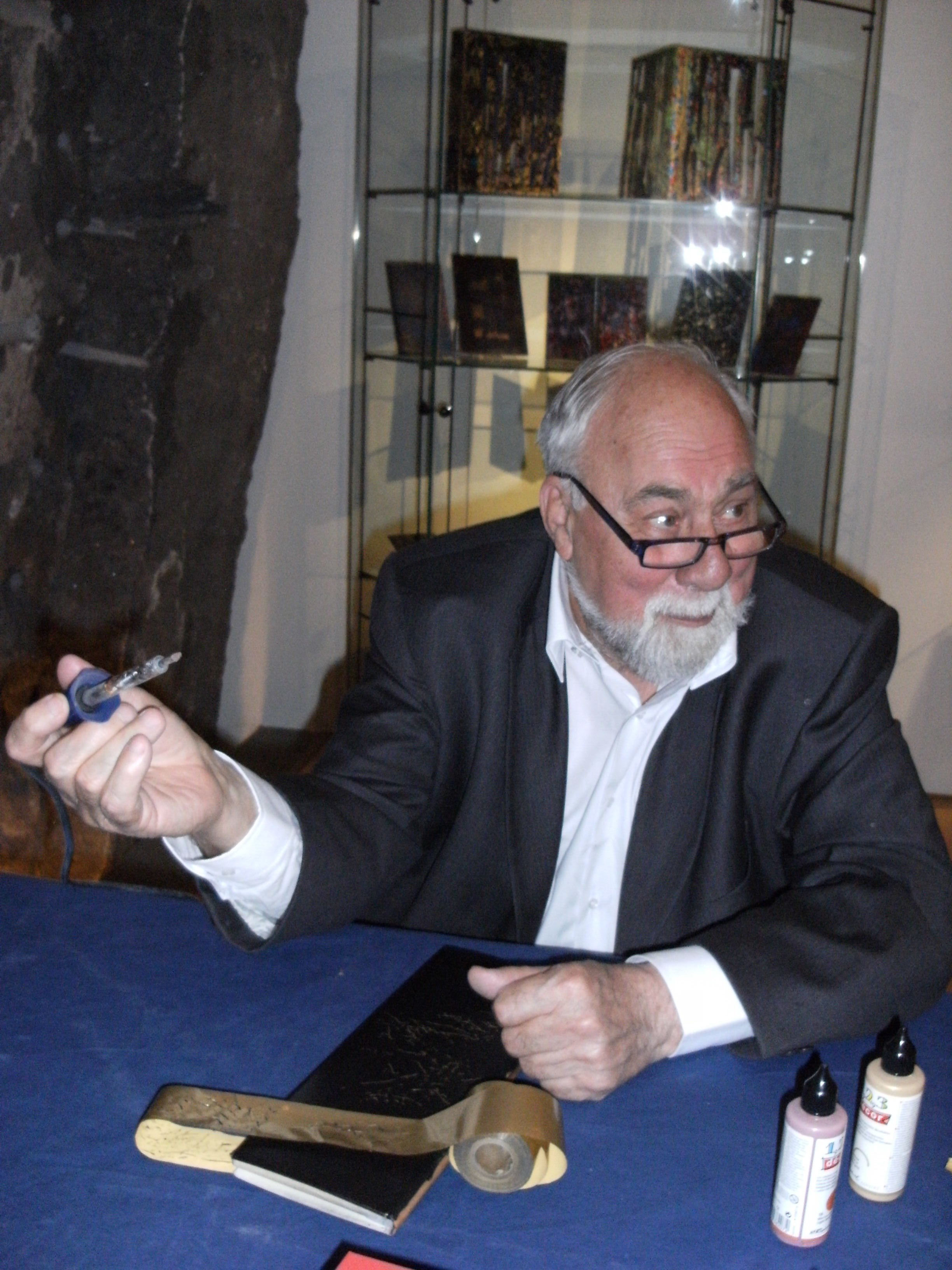
August Kulche während der Exposition Éphémère belge der Bibliotheca Wittockiana 2010 in Brüssel beim Vergolden eines Einbandes mit einem Lötkolben

August Kulche (* 22. April 1927 in Tilburg, Niederlande; † November 2023 in Brüssel) war ein Buchbinder, Bucheinbandgestalter und Buchkünstler, der in Belgien lebte.

## Leben und Werk
August Kulche war der Sohn des Malers, Bildhauers und Glasgraveurs August Wilhelm Kulche (1894–1988).
Nach dem Kunst- und Buchbinderstudium in Paris erwarb er in Zusammenarbeit mit dem Buchbinderpaar Colette und Jean-Paul Miguette in der Bibliothèque nationale de France erste Berufserfahrungen. Ausschlaggebend für seinen weiteren künstlerischen Weg wurde 1940 bis 1946 das Studium beim Einbandgestalter und Vergolder Jules Karl van West (1889–1969) und auf gemeinsamen Reisen mit dem Buchhistoriker Luc Indestege (1901–1974) zu den antiken Kunstschätzen Italiens. Ab 1953 war er in Brüssel tätig, von wo er Kontakte zu den bedeutendsten Einbandkünstlern seiner Zeit wie Paul Bonet (1889–1971) und Micheline de Bellefroid (1927–2008) hatte.
Dazu gehörten nach dem Zweiten Weltkrieg auch Buchbinder in England, Spanien und den USA. Besonders intensiv waren seine Bemühungen um den Wiederaufbau des Einbandschaffens in Deutschland, wobei er Kontakte zu Günter Krickler an der Essener Folkwangschule, und in München mit Sonnfriede Scholl und Gotthilf Kurz und später in Stuttgart zum Buchbinder Hans-Peter Fröhlich hatte. Als Dozent war er am Buchbindercolleg in Bad Cannstatt an der buchbinderischen Ausbildung beteiligt.
Zuvor war August Kulche Jurymitglied an der Brüsseler Kunsthochschule La Cambre-Arts viseuls und 1983 an der Gründung und der folgenden internationalen Wirkungsweise der Bibliotheca Wittockiana Brüssel beteiligt.
Aufgrund der engen Zusammenarbeit mit der Internationalen Vereinigung der Meister der Einbandkunst (MDE) wurde er zunächst zum Vizepräsidenten und von 1997 bis 2000 zu deren Präsidenten gewählt. Maßgeblich war er an der Neubelebung dieser traditionellen 1923 in Leipzig gegründeten deutschen Buchbindervereinigung beteiligt.
Nach der Organisation bzw. Mitarbeit internationaler Buchbinderveranstaltungen in Gent und Brighton konnte August Kulche 2001 in Zusammenarbeit mit der Maximilian-Gesellschaft mit einer Ausstellung im Gutenberg-Museum Mainz einen Überblick über die „Europäische Einbandkunst von 1970 bis 2000“ vermitteln.
In seinem Einbandschaffen ging es August Kulche um den Einfluss der modernen bildenden Künste auf die gegenwärtige Einbandgestaltung in Form intensiver Farbigkeit, die er in variabler Formgebungen erprobte. Gleichzeitig ließ er historische Traditionen des Buchbinderberufs und Erinnerungen an dessen bedeutendste Vertreter in sein Schaffen einfließen. Einer seiner Schüler ist der belgische Einbandgestalter und Lehrer Edgar Claes (* 1924).

## Ausstellungen
- Deutsche Bucheinbände der Renaissance um Jakob Krause, Hofbuchbinder August I. von Sachsen. Brüssel, Leipzig, Stuttgart 1994/1995.
- Kulche-Kulche. Père-Vader et Fils-Zoon. Exposition de Bibliotheca Wittockiana Bruxelles 1995.
- Habits De Lumiere. Exposition de Bibliotheca Wittockiana Bruxelles 2017.

## Werke
- Hymne à la reliure. Mémoires d'un relieur ou 75 ans de métier. Suivies par quelques textes sur la reliure internationale du XXe siècle et sur plusieurs de ses représentants. Bruxelles: Bibliotheca Wittockiana, 2014.
- mit Annie De Coster: Meister der Einbandkunst – Internationale Vereinigung. Internationale MDE-Ausstellung, Gutenberg-Museum Mainz. 3. Februar – 1. April 2001. Aachen: Meister der Einbandkunst, 2001.
- Gedanken im Anschluß an die Ausstellung „Maestri Rilegatori per l=Infonito“ Macerata, Italien, 12. bis 30. September 1998. In: Einband-Forschung H. 6 (2000) S. 56.
- Die Vereinigung „Les Amis de la Société de la Reliure Originale“ organisierte 1997 ihren siebenten Wettbewerb. In: Einband-Forschung H. 2 (1999) S. 40.
- Deux écoles de reliure. Travaux récents des élèves de l'École Estienne, Paris et de La Cambre-Arts visuels, Bruxelles. Catalogue descriptif par August Kulche et Georges Bernard. Brüssel: Bibliotheca Wittockiana, 1991, ISBN 2-87305-025-X.